# Alain Joron
Pour les articles homonymes, voir Joron.
Alain Joron est un musicien et activiste réunionnais né le 10 avril 1954 à Saint-Pierre (La Réunion) et mort le 13 décembre 2024. Il est connu pour son engagement militant et pour être le fondateur du Mouveman Kiltirel Baster (MKBT) dans le quartier défavorisé de Basse-Terre les bas en 1981,,,,,.
Instituteur actif au sein de la Fédération des Œuvres Laïques et des CEMÉA, il a occupé les enfants du quartier de Basse-Terre (La Réunion) en leur permettant d'accéder à la culture, par le biais d'activités
- astronomiques (observation du ciel depuis la Plaine des Cafres)
- théâtrales
- musicales (avec la création du groupe Baster auquel il a participé comme compositeur et musicien)

par le biais du Mouvman kiltirel de Basse-Terre ou MKBT.